# Listy Nikodema
Listy Nikodema – powieść historyczna Jana Dobraczyńskiego z 1952, osadzona w realiach Palestyny czasów Chrystusa z licznymi wątkami zaczęrpniętymi z Nowego Testamentu.
Powieść była wielokrotnie wznawiana w Polsce. Doczekała się też tłumaczeń na języki obce, m.in. na język niemiecki i włoski. Autor przedstawia Ewangelię widzianą oczyma Nikodema, znanego z narracji Jana. Dobraczyński poddał analizie sferę wewnętrzną współczesnego człowieka, problemy moralne, oczekiwania, kruchość życia, postawy wobec choroby.
W 2007 planowano wprowadzenie powieści do kanonu lektur szkolnych. Ostatecznie książkę wykreślono ze spisu w 2008.